# Cerdos y Peces
Cerdos & Peces fue una revista argentina creada en 1983 por el escritor y actor de teatro Enrique Symns. Su publicación se inició como suplemento cultural de la revista El Porteño, fundada por el galerista de arte y periodista Gabriel Levinas. A partir de abril de 1984, comenzó a editarse de manera independiente y la revista se publicó, aunque con discontinuidad, hasta 1998. En 2004 fue relanzada, pero solo tuvo dos números.

## Trayectoria
La revista coincidió con el auge del destape democrático inaugurado en 1983 a partir de la asunción de Raúl Alfonsín y el fin del Proceso de Reorganización Nacional. El primer número, que contó con 16 páginas, se preguntaba: "¿Año 1?", se declaraba como el "Suplemento marginoliento de El Porteño" y el título de tapa fue "¿Legalizar la marihuana?", con introducción a notas sobre los gais, los anarquistas y la situación de los squater, personas que ocupaban y tomaban casas. Sus tapas generalmente eran tan polémicas como sus temas: en su número 18, por ejemplo, publican a una mujer en clara posición sexual, con la falda levantada y llevándose un cuchillo a sus partes íntimas. La revista publicó sobre todos aquellos temas considerados tabúes, tales como la homosexualidad, las drogas, el sexo explícito, la prostitución o la pedofilia. Además publicó numerosas entrevistas a actores de la escena -por aquel entonces- marginal del rock nacional, como Fito Páez o Los Redondos, entrevistas a escritores de culto como William Burroughs y otras de carácter inverosímil, tal como una nota publicada en su número 7, del año 1986, donde le realizaban una entrevista a Joaquín Lastra: Confesiones de un extraterrestre, un médico internado en un Hospital de Psiquiatría de Barcelona. Una sección conocida de la revista fue la llamada Barriochino - editada por Mauri Kurcbard (Helmostro Punk), Gustavo Mosca (Mosquil) y Roberto Barandalla (Picun) - miscelánea sobre rock under y drogas.
La revista también cuestionó diversos órdenes de la vida cotidiana, tales como el sistema judicial, la autoridad de la ciencia o la veracidad del sida. Utilizó como recursos estilísticos fundamentales la ironía, el humor y la honestidad total (es decir, sin tapujos) en el modo y la forma de encarar sus temas. Las temáticas propuestas y el enfoque que planteaban Symns y sus colaboradores le valió a la revista ser clausurada en por lo menos tres oportunidades diferentes, aun en el gobierno democrático de Raúl Alfonsín; o, en su defecto, comparecer ante tribunales en más de una oportunidad. Tuvo entre sus colaboradores al periodista de policiales Ricardo Ragendorfer; al Indio Solari, cantante del popular grupo de rock Patricio Rey y sus Redonditos de Ricota, que escribía bajo seudónimo; y a diversos periodistas gráficos y radiales como Tom Lupo, Pipo Lernoud, Osvaldo Baigorria, Lalo Mir y Alfredo Rosso, entre otros. 
Con el tiempo, esta revista se convirtió en un símbolo de la contracultura en Argentina y sus cincuenta y nueve números pasaron a ser objeto de colección.
En 2021, en homenaje a su creador, Enrique Symns, distintos periodistas y amigos del fundador editaron un número final especial de la revista, de 152 páginas, en tres tomos. En 2022 el Archivo Histórico de Revistas Argentinas (AHIRA) digitalizó la colección completa de Cerdos & Peces y la publicó en su web de descarga gratuita.